# Montserrat Bassa
Montserrat Bassa i Coll, née le 20 avril 1965 à Torroella de Montgrí (Gérone), est une enseignante et femme politique espagnole, membre de Gauche républicaine de Catalogne et députée aux Cortes Generales depuis 2019.
Indépendante jusqu'en 2022, elle est élue à Gérone lors des élections de 2019, grâce à la coalition Gauche républicaine de Catalogne-Souverainistes. Elle rallie la Gauche républicaine de Catalogne en 2022 et réélue en 2023.

## Biographie
Montserrat Bassa est née le 20 avril 1965 à Torroella de Montgrí (Gérone). Elle est la sœur de l'ancienne conseillère catalane emprisonnée Dolors Bassa.

### Activités politiques
Elle est la fondatrice et membre de l'Association catalane pour les droits civiques (ACDC). Lors des élections générales d'avril 2019, Montserrat Bassa est investie à la première place dans la circonscription de Gérone, avec la coalition Gauche républicaine de Catalogne-Souverainistes,.
Lors de ces élections, elle est élue députée aux Cortes Generales. Lors des élections générales de novembre 2019, elle est réélue.
En 2022, elle rejoint la Gauche républicaine de Catalogne. Lors des élections générales de juillet 2023, elle est réélue.